# クラウン・コロニー級軽巡洋艦
| クラウン・コロニー級軽巡洋艦 | クラウン・コロニー級軽巡洋艦 | クラウン・コロニー級軽巡洋艦 |
| ---------------------------- | --- | --- |
| 航行中の軽巡洋艦フィジー     | | |
| 艦級概観                     | | |
| 艦種                         | 軽巡洋艦 | 軽巡洋艦 |
| 艦名                         | 直轄植民地 | 直轄植民地 |
| 前級                         | ダイドー級軽巡洋艦 | ダイドー級軽巡洋艦 |
| 次級                         | マイノーター級軽巡洋艦 | マイノーター級軽巡洋艦 |
| 性能諸元                     | | |
| 排水量                       | 8,520トン(基準) 10,460トン(満載) | 8,520トン(基準) 10,460トン(満載) |
| 全長                         | 169.31m | 169.31m |
| 全幅                         | 18.9m | 18.9m |
| 吃水                         | 5.03m | 5.03m |
| 機関                         | アドミラリティ三胴式重油専焼水管缶4基 パーソンズ式オール・ギヤードタービン4基 4軸推進                                                                                  | 72,500shp |
| 最大速力                     | 31.5ノット | 31.5ノット |
| 航続距離                     | 12ノット/10,200海里 (重油：1,700トン) | 12ノット/10,200海里 (重油：1,700トン) |
| 乗員                         | 730名 | 730名 |
| 兵装                         | Mark XXIII 15.2cm（50口径）三連装砲 4基 Marks XVI 10.2cm(45口径)連装高角砲 4基 4cm(39口径)ポンポン砲 四連装2基 12.7mm(62口径)機銃四連装 4基 53.3cm三連装魚雷発射管 2基 | Mark XXIII 15.2cm（50口径）三連装砲 4基 Marks XVI 10.2cm(45口径)連装高角砲 4基 4cm(39口径)ポンポン砲 四連装2基 12.7mm(62口径)機銃四連装 4基 53.3cm三連装魚雷発射管 2基 |
| 装甲                         | 舷側：83～89mm（水線面主装甲） 甲板：38～51mm(水平面) 主砲防盾：25～51mm                                                                                               | 舷側：83～89mm（水線面主装甲） 甲板：38～51mm(水平面) 主砲防盾：25～51mm                                                                                               |
| 艦載機                       | スーパーマリン ウォーラス水上機 2機 カタパルト 1基 | スーパーマリン ウォーラス水上機 2機 カタパルト 1基 |

クラウン・コロニー級軽巡洋艦（クラウン・コロニーきゅうけいじゅんようかん、Crown Colony Class Light Cruiser）は、イギリス海軍の軽巡洋艦の艦級。艦名にイギリスの直轄植民地（Crown colony）の名を冠するためこの名がある。2つのグループに分かれ第1グループ8隻をフィジー・グループ（またはフィジー級）、第2グループ3隻をセイロン・グループ（またはセイロン級）と称する。クラウン・コロニー級はイギリス海軍が1936年に締結した第二次ロンドン海軍軍縮条約に基いて竣工させた軽巡洋艦である。

## 概要
1922年、ワシントン条約により主力艦（戦艦・航空母艦）の保有量を制限された日本海軍は、重巡洋艦の充実により劣勢を補おうとした。1930年にロンドン軍縮条約により重巡洋艦に制限が加えられると、今度は大型軽巡洋艦最上型重巡洋艦の建造によりこれに対抗した（最上型は後に主砲を換装したので重巡洋艦に分類される）。それに対抗しアメリカはブルックリン級軽巡洋艦、イギリスはタウン級軽巡洋艦を完成させた。
1936年、第2次ロンドン軍縮条約の内容に基づいてタウン級を元に開発されたのがクラウン・コロニー級軽巡洋艦である。前後の背負式3連装砲塔4基・離れた2本の煙突と間の航空装備・塔式艦橋等タウン級をタイプシップとした。しかし名前の由来となった植民地の警備等で平時から数が必要な事、更に戦争の脅威も近づく中で、イギリス海軍は戦力を大幅に増量させるため排水量を8000tに抑えることとした。そのため船体を一回り縮小し、煙突とマストは直立となり、装甲は配分を改めて舷側側の装甲を114mmから83～89mmへ薄められている。更に艦尾は丸いクルーザー・スターンから角張ったトランザム・スターンに変更された。
1940～43年に11隻が就役し、主に船団護衛に活躍した。初期の危機的な戦況で完成の遅れた艦もあったが、後期になると枢軸国の水上艦艇の脅威は減少し、寧ろ航空機の攻撃に対抗するため大部分の艦がX（3番）砲塔と搭載機・カタパルト（こちらは防御上脆弱なため）を降ろし対空兵装を増強した。後期の3隻は最初から改装後の状態で就役したのでセイロン（ウガンダ級）と呼ばれる場合がある。それに対し最初の8隻はフィジー級と分けられる場合もある。クラウン・コロニー級建造後、設計の段階から第3砲塔をなくし対空兵装を増強したのがマイノーター級軽巡洋艦である。
大戦中にフィジー、トリニダードの2隻が戦没し、戦後ガンビアはニュージーランド海軍、ナイジェリアはインド海軍、セイロンとニューファンドランドはペルー海軍、ウガンダはカナダ海軍に譲渡されて1980年代まで活動した。

## 艦形

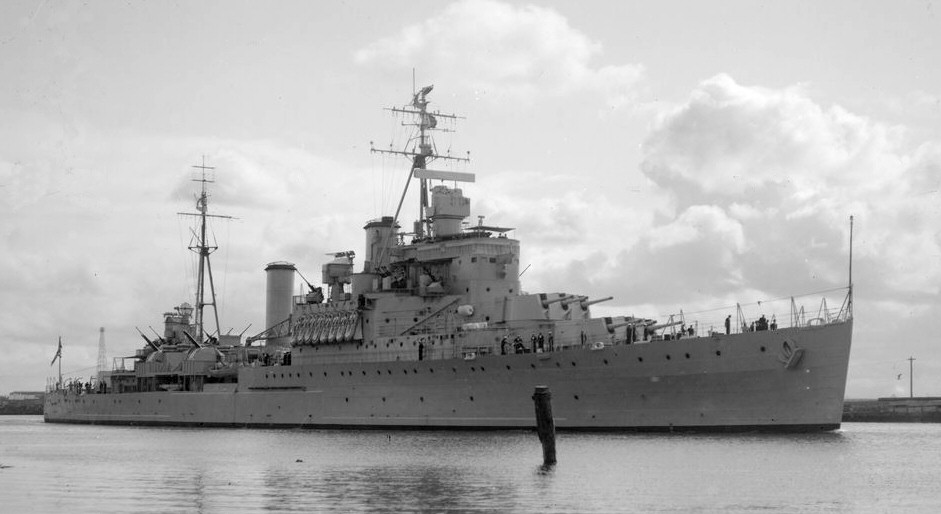
写真は「バミューダ」。竣工後の艦容が判る

基本デザインは「サウサンプトン級」をベースにしており、船首楼型船体を踏襲している。
軽いシアの付いた艦主甲板から主砲塔を背負い式で2基、船体に比して大型の塔型艦橋と1番煙突の間に軽量な三脚檣が立つ、1番煙突と2番煙突の間は水上機運用スペースとなっており、首尾線方向に対し直角に埋め込まれたカタパルトにより左右方向に艦載機を射出する。運用するクレーンは2番煙突を基部として180度の旋回角を持ち艦載艇の揚収納も兼ねる。2番煙突の背後のスペースは中央部が艦載艇置き場、舷側甲板上に魚雷発射管を置き、それを挟むように連装高角砲が片舷2基ずつの計4基を配置する。三脚式の後檣の背後に後ろ向きで主砲塔2基を背負い式で配置する。

### 主砲
主砲は「サウサンプトン」級より引き継がれる「Mark XXIII 15.2cm（50口径）砲」である。中央部の砲身が奥まった特徴的な三連装砲塔に収めた。その性能は同世代の連合側では軽い50.8kgの砲弾と最大射程23,300m（仰角45度）という比較的平凡なものである。俯仰能力は仰角45度、俯角5度である。各砲塔は単体首尾線方向を0度として左右150度の射界を確保する。発射速度は毎分8発であるが実用上は6発程度であった。

### 備砲、魚雷兵装

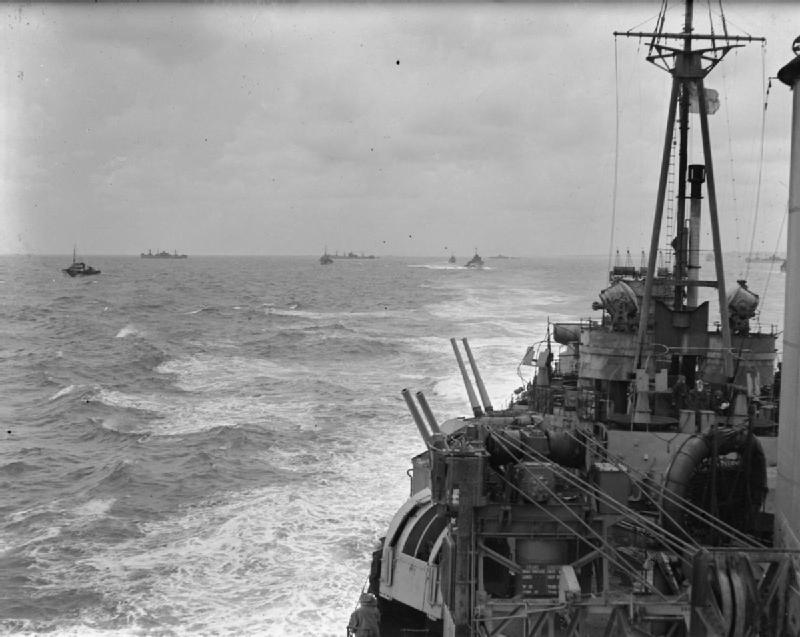
写真は舷側に2基配置された10.2cm（50口径）連装高角砲。

高角砲は「1930年型 10.2cm(50口径)高角砲」を引き続き採用している。15.9 kgの砲弾を仰角45度で18,150m、最大仰角80度で11,890mの高度まで到達できた。左右方向に170度旋回でき、俯仰は仰角80度、俯角10度であった。発射速度は毎分15発だった。これを連装砲架で4基8門を搭載した。
他に4cm(39口径)ポンポン砲を四連装砲架で2基、12.7mm(62口径)機銃を四連装砲架で4基搭載した。魚雷兵装は53.3cm三連装魚雷発射管を片舷1基ずつ計2基装備した。

### 機関について
機関はアドミラルティ三胴式重油専焼水管缶4基にパーソンズ式オール・ギヤードタービン4基4軸と組み合わせて最大出力72,500shp、最大速力31.5ノットを発揮した。機関配置は主缶を2基ずつを前後に別けて配置するシフト配置を採用している。そのために煙突の前後が広く離れている。出力は「サウサンプトン」級の80,000hpから7,500hpの減少となったが船体形状の小型化により速力31.5ノットを発揮し、速力12ノットで10,200海里を航行することが出来た。

## 同型艦

### フィジー級
- バーミューダ HMS Bermuda (52)
- フィジー HMS Fiji (58)
- ガンビア HMS Gambia (48)
- ジャマイカ HMS Jamaica (44)
- ケニア HMS Kenya (14)
- モーリシャス HMS Mauritius (80)
- ナイジェリア HMS Nigeria (60)
- トリニダード HMS Trinidad (46)

### セイロン級
- セイロン HMS Ceylon (30)
- ニューファンドランド HMS Newfoundland (59)
- ウガンダ HMS Uganda (66)

## 参考図書
- 「世界の艦船増刊第46集　イギリス巡洋艦史」(海人社)
- 「世界の艦船 2010年1月増刊号 近代巡洋艦史」（海人社）